# 维迪奥维斯
维迪奥维斯（英語：Vejovis）古罗马神话神祇之一。它作为古罗马人所崇拜与供奉的众多神祇之一发挥影响并产生作用，亦是古罗马职司健康与医疗的众神之一。具有重要地影响与积极意义。